# Điện ảnh Bosna và Hercegovina
Điện ảnh Bosnia-Herzegovina là tên gọi ngành công nghiệp Điện ảnh của nước Cộng hòa Bosnia-Herzegovina.

## Lịch sử hình thành và phát triển
- Trước và trong Thế chiến II
- Liên bang Nam Tư (1945 - 1992)
- Cộng hòa Bosnia-Herzegovina (1992 đến nay)

### Phim nổi tiếng
- 1994 - 1999

| Tên phim                            | Đạo diễn                                  | Diễn viên                            | Thể loại          | Ghi chú |
| ----------------------------------- | ----------------------------------------- | ------------------------------------ | ----------------- | ------- |
| 1994                                |                                           |                                      |                   |         |
| Bosna!                              | Alain Ferrari, Bernard-Henri Lévy         |                                      | Documentary       |         |
| Mizaldo, kraj teatra!               | Semezdin Mehmedinovic, Benjamin Filipovic | Bernard-Henri Lévy, Ismet Bajramovic | Mockumentary      |         |
| Magareće godine                     | Nenad Dizdarević                          | Draško Trninić, Igor Bjelan          | Drama/Comedy      |         |
| MGM Sarajevo: Čovjek, Bog, Monstrum | Ismet Arnautalić, Mirsad Idrizović        |                                      | Documentary       |         |
| 1995                                |                                           |                                      |                   |         |
| The Fourth Part of the Brain        | Nenad Dizdarević                          |                                      | Documentary       |         |
| 1997                                |                                           |                                      |                   |         |
| Das Jahr nach Dayton                | Nikolaus Geyrhalter                       |                                      | Documentary       |         |
| Neočekivana šetnja                  | François Bašić                            | Senad Bašić                          | Drama             |         |
| Savršeni krug                       | Ademir Kenović                            | Mustafa Nadarević                    | Drama             |         |
| Zivot u krugu                       | Goran Dujaković                           |                                      | Documentary       |         |
| 1998                                |                                           |                                      |                   |         |
| Linije                              | Dejan Strika                              | Slobodan Perišić                     | Drama             |         |
| Made in Sarajevo                    | Group of directors                        |                                      | Documentary       |         |
| Put na mjesec                       | Srđan Vuletić                             |                                      | Documentary       |         |
| 1999                                |                                           |                                      |                   |         |
| Buđenje                             | Danis Tanović                             |                                      | Documentary Drama |         |
| Hop, Skip & Jump                    | Srđan Vuletić                             | Davor Janjić                         | Drama             |         |
| Mejdan Simeuna Djaka                | Petar Zec                                 | Slobodan Ćustić                      | Drama             |         |
| Prvo smrtno iskustvo                | Aida Begić                                | Senad Alihodžić                      | Drama             |         |

- 2000 - 2009

| Tên phim                                 | Đạo diễn           | Diễn viên         | Thể loại     | Ghi chú                                                |
| ---------------------------------------- | ------------------ | ----------------- | ------------ | ------------------------------------------------------ |
| 2000                                     |                    |                   |              |                                                        |
| Ljudi sa deponije                        |                    |                   |              | TV                                                     |
| Mlijecni put                             |                    |                   |              |                                                        |
| Moj mrtvi grad                           |                    |                   |              | TV                                                     |
| Tunel                                    |                    |                   |              |                                                        |
| 2001                                     |                    |                   |              |                                                        |
| No Man's Land                            | Danis Tanovic      |                   |              | Entered into the 2001 Cannes Film Festival             |
| His Highness the Wheel                   |                    |                   |              | TV                                                     |
| Hotel Hidajet                            |                    |                   |              |                                                        |
| List                                     |                    |                   |              |                                                        |
| Sugar-Free                               |                    |                   |              |                                                        |
| Zivot od Milutina                        |                    |                   |              |                                                        |
| Znak                                     |                    |                   |              |                                                        |
| 2002                                     |                    |                   |              |                                                        |
| Adio Kerida                              |                    |                   |              |                                                        |
| Survived 'n Lived Through One More Day   |                    |                   |              | Opst'o i ost'o jedan dan                               |
| 2003                                     |                    |                   |              |                                                        |
| Discovery: Sarajevo                      |                    |                   |              |                                                        |
| Remake                                   | Dino Mustafić      |                   |              | Entered into the International Film Festival Rotterdam |
| Gori vatra                               |                    |                   |              |                                                        |
| Hìnhs from the Corner                    |                    |                   |              |                                                        |
| Ljeto u zlatnoj dolini                   |                    |                   |              | Summer in the Golden Valley                            |
| A Normal Life                            |                    |                   |              |                                                        |
| Racconto di guerra                       |                    |                   |              |                                                        |
| Recke                                    |                    |                   |              |                                                        |
| North Went Mad                           |                    |                   |              | Sjever je poludio                                      |
| 2004                                     |                    |                   |              |                                                        |
| Crna hronika                             |                    |                   |              |                                                        |
| Ispred prve linije                       |                    |                   |              |                                                        |
| Days and Hours                           |                    |                   |              |                                                        |
| Neka se ovaj film zove po meni           |                    |                   |              |                                                        |
| Sasvim licno                             |                    |                   |              |                                                        |
| À propos de Sarajevo                     |                    |                   |              |                                                        |
| 2005                                     |                    |                   |              |                                                        |
| Back to Bosnia                           | Sabina Vajraca     |                   |              |                                                        |
| Dobro ustimani mrtvaci                   |                    |                   |              |                                                        |
| Go West                                  |                    |                   | Comedy-drama | With Croatia                                           |
| Heroji za jedan dan                      |                    |                   |              |                                                        |
| Ljubav na granici                        |                    |                   |              |                                                        |
| Lost and Found                           |                    |                   |              |                                                        |
| Prva plata                               |                    |                   |              |                                                        |
| Ram za sliku moje domovine               |                    |                   |              |                                                        |
| Zivi i mrtvi                             |                    |                   |              |                                                        |
| 2006                                     |                    |                   |              |                                                        |
| Brod ludaka                              |                    |                   |              |                                                        |
| Duhovi Sarajeva                          |                    |                   |              |                                                        |
| Kako smo se igrali                       |                    |                   |              |                                                        |
| Karaula                                  |                    |                   |              |                                                        |
| Mama i tata                              |                    |                   |              |                                                        |
| Nafaka                                   |                    |                   |              |                                                        |
| Nebo iznad krajolika                     |                    |                   |              |                                                        |
| Nikdy nebylo líp                         |                    |                   |              |                                                        |
| Sve dzaba                                |                    |                   |              |                                                        |
| Transfiguration in Trebinje, Herzegovina |                    |                   |              | TV                                                     |
| U zmajevom gnijezdu                      |                    |                   |              |                                                        |
| 2007                                     |                    |                   |              |                                                        |
| Armin                                    |                    |                   |              |                                                        |
| Grbavica                                 | Jasmila Zbanic     |                   |              | With Đức, Áo, Serbia và Pháp                           |
| Balkanski sindrom                        |                    |                   |              |                                                        |
| In the Name of the Son                   | Harun Mehmedinović | Sergej Trifunović |              |                                                        |
| The Hunting Party                        |                    |                   |              |                                                        |
| On Wednesdays                            |                    |                   |              | Srijedom                                               |
| It’s Hard to be Nice                     |                    |                   |              |                                                        |
| 2008                                     |                    |                   |              |                                                        |
| Snow                                     |                    |                   |              |                                                        |

- 2010 đến nay

| Tên phim             | Đạo diễn       | Diễn viên | Thể loại | Ghi chú                                        |
| -------------------- | -------------- | --------- | -------- | ---------------------------------------------- |
| 2010                 |                |           |          |                                                |
| On the Path          | Jasmila Žbanić |           |          | Đề cử Liên hoan phim Quốc tế Berlin lần thứ 60 |
| Sevdah               | Marina Andree  |           |          |                                                |
| As If I Am Not There | Juanita Wilson |           |          | Đề cử Liên hoan phim Quốc tế Toronto           |
| Cirkus Columbia      | Danis Tanović  |           |          | Đề cử Liên hoan phim Quốc tế Toronto           |
| Wrath of Lilith      |                |           |          |                                                |
| The Abandoned        | Adis Bakrač    |           |          | Đề cử Liên hoan phim quốc tế Karlovy Vary      |

### Nhà làm phim tên tuổi
- Zlatko Topčić
- Hajrudin Krvavac-Šiba
- Emir Kusturica (Cành Cọ Vàng năm 1995 với phim When Father Was Away on Business)
- Mirza Idrizović
- Aleksandar Jevđević
- Ivica Matić
- Danis Tanović (nổi tiếng về bộ phim giành Academy Award và giải Quả Cầu Vàng No Man's Land)
- Ademir Kenović
- Benjamin Filipović
- Jasmin Dizdar
- Pjer Žalica
- Jasmila Žbanić
- Dino Mustafić
- Srđan Vuletić
- Aida Begić

### Diễn viên nổi tiếng
- Dejan Aćimović
- Senad Bašić
- Zoran Bečić
- Enis Bešlagić
- Adem Čejvan
- Zenit Đozić
- Branko Đurić
- Tarik Filipović
- Emir Hadžihafizbegović
- Ismet Horo
- Dragan Marinković
- Žan Marolt
- Mustafa Nadarević
- Josip Pejaković
- Saša Petrović
- Zijah Sokolović

## Vinh danh
- Liên hoan phim Bosnia-Herzegovina
- Liên hoan phim Quốc tế Sarajevo - Giải thưởng điện ảnh uy tín và có quy mô lớn nhất khu vực Balkan.